# Gößbach (Malta)
Der Gößbach (auch Gössbach) ist ein rechter Nebenfluss der Malta in Kärnten, Österreich.

## Verlauf
Der Gößbach entspringt im Gößkar südlich der Hochalmspitze in 2510 Meter Meereshöhe. Er fließt zuerst nach Süden, westlich an der Gießener Hütte vorbei und wird im Gößkarspeicher gestaut. Von hier fließt der Bach in östlicher Richtung durch den Gößgraben, bildet an seinem letzten Abschnitt die Gössfälle und mündet bei Koschach in die Malta.
Das ganze Einzugsgebiet des Gößbachs liegt in der Gemeinde Malta. 

## Berge
Der Gößbach trennt die Hochalmspitz-Gruppe im Norden von der Reißeckgruppe im Süden. Die wichtigsten Berge im Norden sind Säuleck (3086 m), Hochalmspitze (3360 m), Zsigmondykopf (3152 m), Tullnock (2780 m) und Draxelnock (2443 m). Im Süden liegen Tristenspitz (2930 m), Zaubernock (2944 m), Reißeck (2965 m) und Tandlspitze (2633 m).

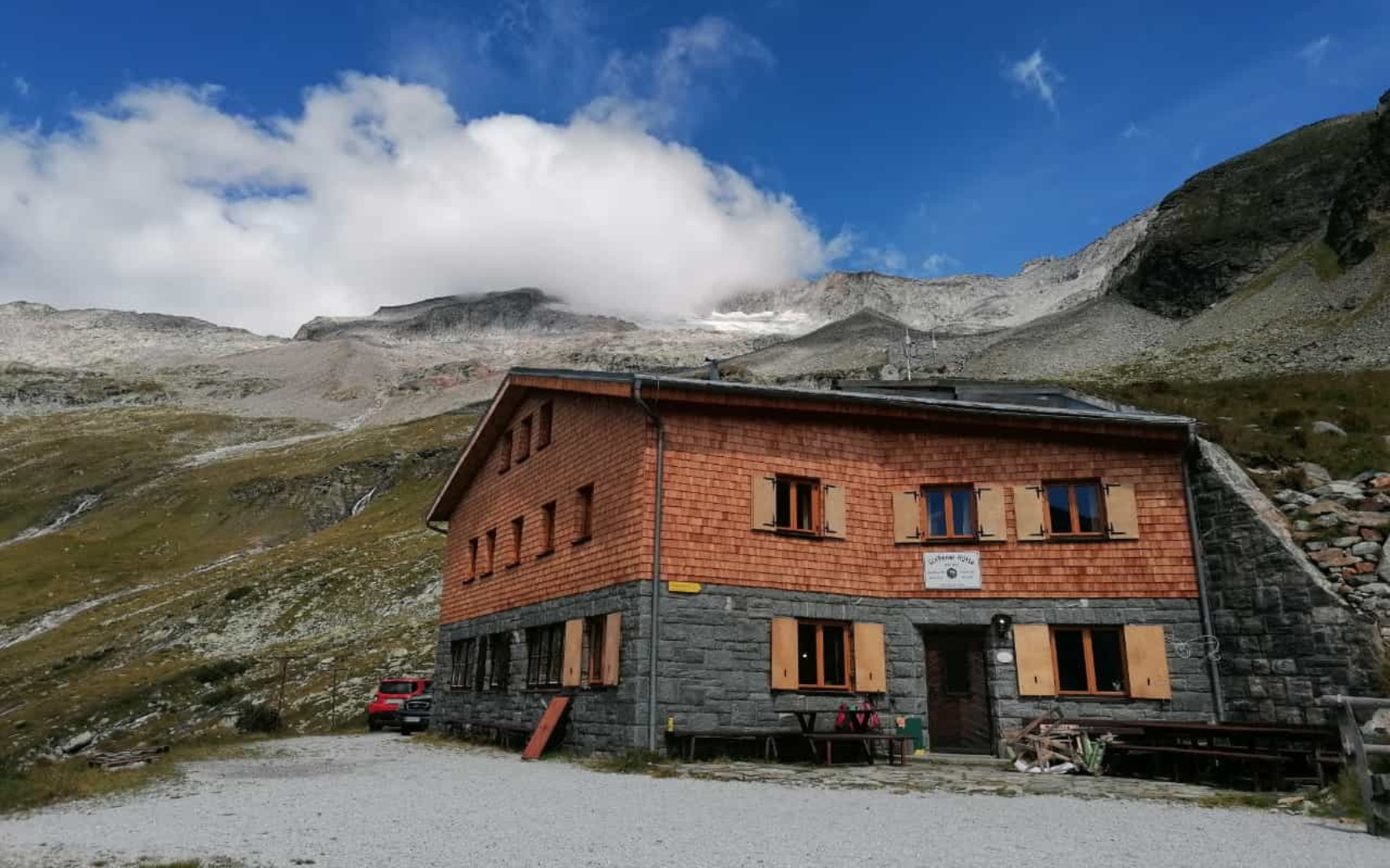
Gießener Hütte

## Natur und Tourismus
- Nationalpark: Der nordwestliche Teil des Einzugsgebietes des Gößbachs liegt im Nationalpark Hohe Tauern.[2]
- Wandern: Im Hohen Gößkar liegt die Gießener Hütte. Von dieser gibt es Wanderwege auf Säuleck, Hochalmspitze, Schneewinkelspitze und Winterleitenkopf.[3]

## Nebenbäche
Der Gößbach hat ein Einzugsgebiet von 58,2 Quadratkilometern. Seine größten Nebenbäche sind:
| Name           | Mündungsseite | Mündungsort          | Einzugsgebiet in km² |
| -------------- | ------------- | -------------------- | -------------------- |
| Schönangerbach | rechts        | Obere Thomanbaueralm | 5,4                  |
| Trippbach      | links         |                      | 2,5                  |
| Platzerbach    | rechts        |                      | 2,5                  |
| Ritteralmbach  | rechts        | Mentebauerhütte      | 6,5                  |
| Walkerbach     | rechts        |                      | 4,6                  |
| Tröskabach     | rechts        |                      | 2,4                  |

## Energie
Das Wasser des Gößbachs und einiger seiner Nebenbäche wird im Gößkarspeicher gestaut und durch einen Tunnel zur Kraftwerksgruppe Reißeck-Kreuzeck geleitet wo elektrische Energie erzeugt wird.